# Дикун Федір
Федір Дикун (1770-ті роки — † 1800) — козак Васюрінського куреня Чорноморського козацького війська, один із керівників Перського бунту.
11 серпня 1797 р. — обраний військовим осавулом. У складі делегації з 14 чорноморських козаків Дикун їздив з проханням на ім'я імператора Павла І до Санкт-Петербурга, де він був заарештованим. У тому ж році за активну участь у козацькому повстанні його засуджено до страти через повішання разом з іншими учасниками повстання Й. Шмальком, М. Собакарем та Ю. Половим. Павло І призупинив виконання вироку і 28 серпня 1800 р. наказав усіх чотирьох «высечь кнутом, поставить знаки и послать в каторжную работу в Сибирь». Помер за нез'ясованих обставин на шляху із Санкт — Петербурга на Кубань, під Бериславом над Херсонщині.